# Patrick Lindsey (Rennfahrer)

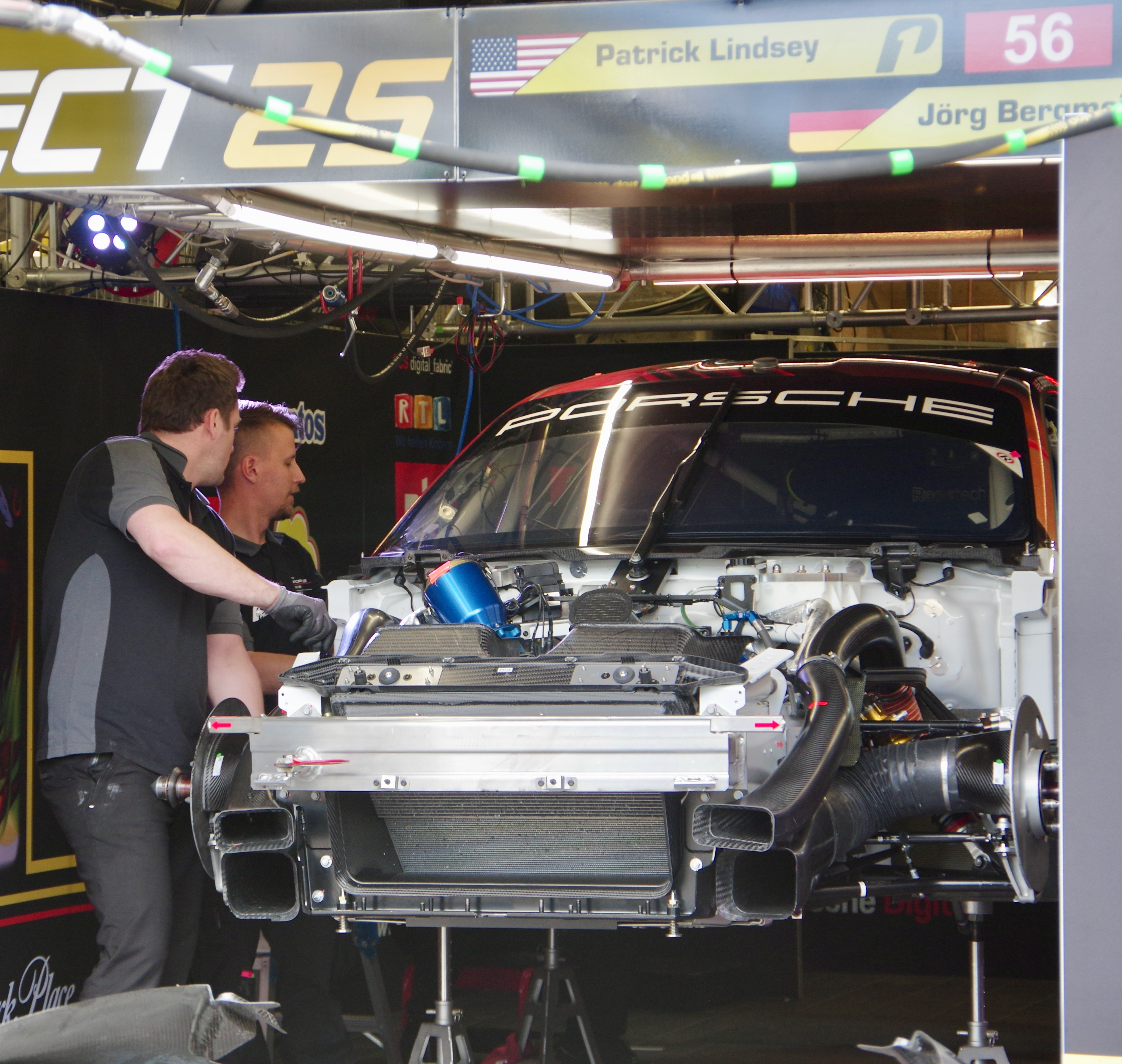
Der zerlegte Porsche 911 RSR von Jörg Bergmeister, Egidio Perfetti und Patrick Lindsay vor dem 24-Stunden-Rennen von Le Mans 2019

Patrick Lindsey (* 22. April 1982 in den Dallas) ist ein Rennfahrer, Teaminhaber und Geschäftsmann aus den Vereinigten Staaten. Er ist Präsident des Unternehmens Mira Vista Aviation.

## Karriere
Seine Motorsportkarriere startete er in Bakersfield, Kalifornien, wo er einen alten Renn-Lkw bei einem Dragster-Rennen einsetzte. 2013 fuhr er zusammen mit seinem Teamkollegen in der IMSA-Serie auf einem Porsche 911. 2018 fuhr er für das Team Project 1 auf einem Porsche 911 GT3 RSR in der FIA-Langstrecken-Weltmeisterschaft-/WEC-Serie. In Le Mans 2018 fuhr er zusammen mit seinen Teamkollegen Jörg Bergmeister und Egidio Perfetti.

## Statistik

### Le-Mans-Ergebnisse
| Jahr | Team      | Fahrzeug        | Teamkollege      | Teamkollege     | Platzierung             | Ausfallgrund |
| ---- | --------- | --------------- | ---------------- | --------------- | ----------------------- | ------------ |
| 2018 | Project 1 | Porsche 911 RSR | Jörg Bergmeister | Egidio Perfetti | Rang 35                 |              |
| 2019 | Project 1 | Porsche 911 RSR | Jörg Bergmeister | Egidio Perfetti | Rang 31 und Klassensieg |              |

### Sebring-Ergebnisse
| Jahr | Team                   | Fahrzeug               | Teamkollege      | Teamkollege     | Teamkollege | Platzierung | Ausfallgrund |
| ---- | ---------------------- | ---------------------- | ---------------- | --------------- | ----------- | ----------- | ------------ |
| 2014 | Park Place Motorsports | Porsche 911 GT America | Kévin Estre      | Jim Norman      | Mike Vess   | Rang 43     |              |
| 2015 | Park Place Motorsports | Porsche 911 GT America | Spencer Pumpelly | Jim Norman      |             | Ausfall     | Defekt       |
| 2016 | Park Place Motorsports | Porsche 911 GT3 R      | Jörg Bergmeister | Matt McMurry    |             | Ausfall     | Unfall       |
| 2017 | Park Place Motorsports | Porsche 911 GT3 R      | Jörg Bergmeister | Matt McMurry    | Jan Heylen  | Rang 21     |              |
| 2018 | Park Place Motorsports | Porsche 911 GT3 R      | Jörg Bergmeister | Tim Pappas      |             | Rang 25     |              |
| 2019 | Park Place Motorsports | Porsche 911 GT3 R      | Patrick Long     | Nicholas Boulle |             | Rang 24     |              |

### Einzelergebnisse in der FIA-Langstrecken-Weltmeisterschaft
| Saison  | Team                  | Rennwagen          | 1   | 2   | 3   | 4   | 5   | 6   | 7   | 8   |
| ------- | --------------------- | ------------------ | --- | --- | --- | --- | --- | --- | --- | --- |
| 2018/19 | Project 1             | Porsche 911 RSR    | SPA | LEM | SIL | FUJ | SHA | SEB | SPA | LEM |
| 2018/19 | Project 1             | Porsche 911 RSR    | 31  | 35  | 19  | 23  | 22  | 22  | 29  | 31  |
| 2022    | Dempsey-Proton Racing | Porsche 911 RSR-19 | SEB | SPA | LEM | MON | FUJ | BAH |     |     |
| 2022    | Dempsey-Proton Racing | Porsche 911 RSR-19 | 32  | 29  |     | 27  | 31  | 34  |     |     |